# Gliese 229
Gliese 229 (GJ 229 / HD 42851 / HIP 29295 / LHS 1827) es una estrella de magnitud aparente +8,14 situada a 18,8 años luz del sistema solar en la constelación de Lepus. Desde 1994 se conoce la existencia de una compañera subestelar, una enana marrón en órbita alrededor de esta estrella.
Gliese 229 es una enana roja de tipo espectral M1/M2V y 3700 K - 3436 C de temperatura. Su masa aproximada es un 56% de la masa solar y su radio es inferior a un 53% del radio solar. Mucho menos luminosa que el Sol, sólo tiene un 1,6% de la luminosidad solar. Tiene una velocidad de rotación proyectada de 1 km/s.
Se estima su edad en unos 3000 millones de años. Es una estrella fulgurante —despide llamaradas que provocan bruscos aumentos de brillo— catalogada en el New Catalogue of Suspected Variable Stars como NSV 2863.
Las estrellas más cercanas a Gliese 229 son Gliese 205 y Gliese 223.2, distantes 6,7 y 6,8 años luz respectivamente.

## Compañera subestelar
La acompañante, Gliese 229 B, es una enana marrón cuya masa está comprendida entre 25 y 65 veces la masa de Júpiter, con un diámetro entre 0,9 y 1,1 veces el de Júpiter. Su temperatura superficial es de 1000 - 1200 K. Al igual que en Júpiter, en su superficie es abundante el metano, estando clasificada como de tipo espectral T7p. Actualmente está separada 39 UA de Gliese 229, aproximadamente la misma distancia que hay entre Plutón y el Sol.